# Adolf Mišek
Adolf Mišek (Modletín, 29 d'agost de 1875 - Praga, 20 d'octubre de 1955) fou un contrabaixista i compositor txec en l'època del romanticisme tardà. Mišek va ser un home molt polifacètic: solista, músic de cambra, director i també un pedagog de renom.

## Biografia
Va nàixer a Modletín (que en l'època formava part de l'Imperi Austrohongarès, regió de Bohèmia), on son pare exercia com a director de banda, i el va instruir musicalment des de petit. El 1890, abans de complir 15 anys, Mišek se'n va anar a Viena, ja que havia estat acceptat com a alumne de contrabaix en la famosa Universität für Musik und darstellende Kunst Wien (MKW: la Universitat de Música i Art Dramàtic de Viena). Allí va estudiar amb el professor Franz Simandl i es va graduar el 1894. Simandl era un dels contrabaixistes més importants i influents del moment i, gràcies a les seves ensenyances, Mišek va aconseguir una plaça en l'Ópera de l'Estat de Viena, i més endavant en la Filharmònica de Viena. En aquest temps sempre va mantenir el contacte amb els seus orígens txecs, ja que també en va ser director de la coral txeca ,,Tova ovský“, de la Coral Eslava i de l'Orquestra Acadèmica Txeca a Viena.
Entre 1910 i 1914, Mišek va alternar aquests treballs amb el seu nou càrrec com a professor de contrabaix en el Nou Conservatori de Viena, on Simandl va deixar la seua plaça el 1912. Malgrat tot, quan es va crear la primera República Txeca el 1918, en acabant la Primera Guerra Mundial, Mišek va deixar la plaça en l'orquestra i va tornar a Praga, on va viure la resta de la seua vida. Allí va ser nomenat solista de l'Orquestra del Teatre Nacional de Praga, títol que va conservar de 1920 a 1934. Després va passar els últims vint anys de la seua vida com a professor, contrabaixista i compositor freelance. Va morir el 20 d'octubre de 1955 a Praga.

## Estil i anàlisi
La seua música rep moltes influències de l'estil bohemi i de compositors com Dvorak i Smetana, però també inclou referències a contemporanis i predecessors com Brahms, Schubert, Richard Strauss o Wagner.
Algunes de les seues composicions encara són molt populars, especialment les tres sonates per a contrabaix i piano (en les tonalitats de la major, mi menor i fa major, respectivament) i el virtuós Concerto-Polonesa. Totes les peces de Mišek es caracteritzen per la seua elegància i distinció, i proven que va ser un consumat intèrpret alhora que un compositor de gran talent.
La Sonata núm. 1 va ser composta el 1905 i publicada per primera volta el 1909. S'hi poden trobar elements que recorden l'estil de Zemlinsky i Strauss, i té la forma clàssica en tres moviments, amb reminiscències sempre presents de Dvorak i el llenguatge popular txec. Comença amb un tema de marxa enèrgic que conserva també encara elements de l'encant vienès. El paper del piano convergeix delicadament, i els temes lírics (perfectaments adaptats a les dimensions d'un instrument com és el contrabaix) són enginyosament comentats pel contrapunt. El segon moviment té un caràcter més introspectiu, reflexiu, religiós i càlid alhora, mentre que el "Finale" ens porta una polca joguinosa que Mišek fa modular amb gran habilitat cap a un intent de fugato, on destaquen novament les seccions lentes contrastants.
La Sonata núm. 2, en canvi, fou publicada el 1911, per la qual cosa és probable que també hagués estat composta durant els primers moments del segle xx. Es tracta d'una peça completament diferent pel que fa a l'estil, la composició i les dimensions. Consta de 4 moviments (1. Con fuoco / 2. Andante cantabile / 3. Furiant: Allegro energico / 4. Finale: Allegro appassionato) que poden interpretar-se per separat, i que tenen una durada conjunta d'uns 25 minuts. Ací es poden apreciar les influències de Brahms i d'altres compositors de finals del Romanticisme en el primer moviment, que comença amb un tema prou intens per portar-nos després cap a una música més ballable, que conserva reminiscències de les sales de ball vienès que tan bé coneixia Mišek. El segon moviment és molt romàntic i apassionat, però aconsegueix el contrast amb bon gust. El tercer moviment és una enèrgica dansa popular bohèmia, com les que podem trobar a la música de Dvorak, escrita en compàs de 3/4 però amb accents i hemiòlies que traslladen la pulsació auditivament a un 2/4. El "Finale" és dramàtic i passional, de nou amb influències de Brahms però amb un ímpetu rítmic molt poderós que tanca la sonata amb lluentor i d'una manera reeixida.
És evident sempre que l'estil de Mišek beu de les influències de compositors anteriors, i que la seva intenció és principalment apropar a la música de cambra per a contrabaix aquestes formes i influències que ja existien en altres àmbits musicals durant el segle xix, més que interessar-se per les innovacions que estaven realitzant els seus contemporanis de principis del segle xx.

## Obra
Les composicions de Mišek abracen obres en diferents gèneres per a veu, violí, agrupacions de cambra i contrabaix.

### Obres per a contrabaix
- Capritx (1899)
- Legenda op. 3 per a contrabaix i piano (1903)
- Concert-Polonesa (1903)
- Sonata núm. 1 en La Major op. 5 (1909)
- Sonata núm. 2 en mi menor op. 6 (1911)
- Sonata núm. 3 en Fa Major op. 7 (rev. 1955)
- Concert en Do Major

### Música de cambra
- Kinderherzen op. 21 per a violí (1903)
- Drei Tonstücke op. 22 per a violí (1904)
- Sonatinka per a violí en estil fàcil
- Sonata per a violí en Mi bemoll Major
- Sonatina per a violoncel
- Idil·li per a violoncel
- Trio amb piano op. 20 (1904)
- Quartet de corda en La bemoll Major
- Quartet de corda en Re Major
- Quintet de corda en Mi bemoll Major

### Lieder
- Cançons Čtverlístek op. 11
- Ave Maria
- Quatre Cançons (1930)

### Obres pedagògiques
- Estudi d'escales